# 아브돈 파미치

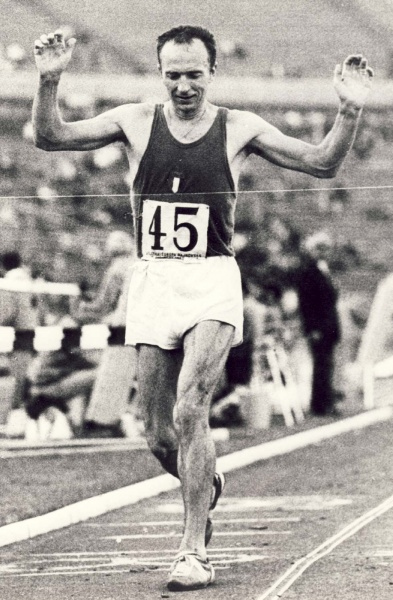

아브돈 파미치(Abdon Pamich, 1933년 10월 3일 ~ )는 이탈리아의 전직 육상 선수이다. 그는 1956년부터 1972년까지 5개의 하계 올림픽에서 50km 경보 종목에 참가하였다.
그는 1960년 로마 올림픽에서 동메달을 따고, 1964년 도쿄 올림픽에서 금메달을 획득하였다. 파비치는 1972년 뮌헨 올림픽 개막식에서 이탈리아 선수단의 기수였다.

## 생애
파미치는 당시 이탈리아 관할이었던 피우메(현재의 크로아티아 리예카)에서 태어났다.
1960년 10월 16일 폰테 산 피에트로에서 4시간 3분 2초로 50km 경보의 세계 기록을 세웠다. 후에 그는 FIDAL 명예의 전당에 헌액되었다.

## 국내 선수권
파미치는 40개의 국내 선수권을 우승하였다.
- 13회의 10km 경보 (1956년, 1958년부터 1969년까지 12회 연속)
- 13회의 20km 경보 (1958년부터 1069년까지 12회 연속, 1971년)
- 14회의 50km 경보 (1955년부터 1969년까지 연속)